# Samvartaka
Sāṁvartaka (Saṁvartaka, Sanskrit: संवर्तक, deutsch: „alles vernichtend“, „auflösend“) sind in der hinduistischen Mythologie kosmische Regenwolken, die gewöhnlich am Ende eines Weltzyklus (Kalpa) erscheinen, um eine universelle Zerstörung (Pralaya) einzuleiten.
Sie gelten als Manifestationen göttlicher Macht und sind vor allem mit dem Gott Indra, dem Herrscher des Himmels und Gott des Regens, verbunden.

## Mythologische Bedeutung
Die Samvartaka-Wolken erscheinen in verschiedenen hinduistischen Schriften, insbesondere in den Puranas, als übernatürliche Kräfte, die sintflutartigen Regen, Stürme, Donner und Dunkelheit verursachen. Ihr kosmischer Zweck ist es, die Welt am Ende eines Yuga oder Kalpa zu reinigen und eine neue Schöpfung vorzubereiten. In dieser Funktion stehen sie symbolisch für den Übergang zwischen Zerstörung und Erneuerung.

## Samvartaka-Wolken in der Giridhari-Leela
Eine der bekanntesten Erwähnungen der Sāṁvartaka-Wolken findet sich im Bhagavata Purana (10.25) in der Episode der Giridhari Leela (auch Govardhana Leela genannt).
Dort überzeugt der junge Krishna die Bewohner von Vraja (Vrindavan) davon, das traditionelle Indra-Fest aufzugeben und anstatt dessen den Govardhan-Hügel zu verehren, da dieser es ist, der ihr tägliches Überleben sichere und nicht Indra, der nur demütig den Willen Gottes ausführen sollte.
Aus Zorn über diese Kränkung ruft Indra die Sāṁvartaka-Wolken herbei, um Vraja mit vernichtendem Unwetter zu bestrafen. Krishna, als Herr des Universums, schützt die Dorfbewohner, indem er den Govardhan-Hügel mit lediglich seinem kleinen Finger sieben Tage lang anhebt. Die Bewohner mitsamt den Tieren des Waldes konnten sich darunter in Sicherheit bringen. Es endet darin, dass Indra schließlich seinen Hochmut erkennt und Krishna um Vergebung bittet.

## Verbindung zu Airavata
Indras Reittier, der mythische weiße Elefant Airavata, spielt in manchen Überlieferungen eine Rolle bei der Erzeugung der Sāṁvartaka-Wolken. Ihm wird zugeschrieben, Wasser aus der dämonischen Unterwelt (Patala) durch seine Rüssel nach oben zu ziehen, wo es dann zur Bildung dieser alles zerstörenden Regenwolken verwendet wird.